# Theridion lawrencei
Theridion lawrencei là một loài nhện trong họ Theridiidae.
Loài này thuộc chi Theridion. Theridion lawrencei được Willis J. Gertsch & Archer miêu tả năm 1942.